# Петропавловский, Павел Никандрович
Павел Никандрович Петропавловский (24.10.1899, д. Мари-Ернур,  Оршанский район (Марий Эл), РМЭ — 12.03.1953, Йошкар-Ола) — генерал-майор артиллерии СССР.

## Биография[1]
Павел Никандрович Петропавловский родился 24.10.1899 в деревне Мари-Ену Оршанского района республики Марий Эл в крестьянской семье.
С 1912 года работал разнорабочим в железнодорожном депо.
1914 — окончил Великопольское двухклассное училище.
1917 — переехал в г. Царёвокошкайск (Йошкар-Олу) где участвовал в революционной деятельности.
1918 — году вступил в ВКП(б), добровольно вступил в ряды РККА.
После окончания Гражданской войны Окончил Военную академию им. М. В. Фрунзе.
1944 — назначен командующим артиллерией 28-й армии. Занимая эту должность участвовал в Бобруйской, Берлинской, Пражской операциях.
1945 — назначен командующим артиллерией 36-й армии. Участвовал в Маньчжурской операции и разгроме Квантунской армии.
В послевоенное время служил в должности заместителя командующего артиллерией Уральского военного округа.
Умер 12 марта 1953 года. Похоронен на Марковском кладбище в городе Йошкар-Оле, где в его честь установлена памятная стела.
В апреле 1995 года в городе Йошкар-Оле именем генерала Петропавловского названа одна из улиц.

## Награды[5]
- Орден Суворова II степени — 23.07.1944
- Орден Кутузова II степени — 21.02.1944
- Орден Красного Знамени дважды — 20.05.1940 и 03.11.1944
- Орден Ленина — 21.02.1945
- Орден Кутузова I степени — 19.04.1945
- Орден Богдана Хмельницкого I степени — 29.05.1945
- Медаль «За победу над Германией в Великой Отечественной войне 1941—1945 гг.»